# Torneo de Gstaad 2019
El J. Safra Sarasin Swiss Open Gstaad 2019 fue un torneo de tenis perteneciente al ATP Tour 2019 en la categoría ATP World Tour 250. El torneo tuvo lugar en la ciudad de Gstaad (Suiza) desde el 22 hasta el 29 de julio de 2019 sobre tierra batida.

## Distribución de puntos
| Modalidad            | Campeón | Finalista | Semifinales | Cuartos de final | 2ª ronda | 1ª ronda | Clasificados | 2ª ronda de clasificación | 1ª ronda de clasificación |
| Individual masculino | 250     | 165       | 100         | 50               | 25       | 0        | 13           | 7                         | 0                         |
| Dobles masculino     | 250     | 150       | 90          | 45               | 20       | 0        | -            | -                         | -                         |

## Cabezas de serie

### Individuales masculino
| Tenista           | Ranking | Preclasificados |
| Roberto Bautista  | 13      | 1               |
| Fernando Verdasco | 26      | 2               |
| Dušan Lajović     | 36      | 3               |
| Lorenzo Sonego    | 51      | 4               |
| João Sousa        | 56      | 5               |
| Roberto Carballés | 77      | 6               |
| Pablo Andújar     | 79      | 7               |
| Corentin Moutet   | 81      | 8               |

- Ranking del 15 de julio de 2019.[2]

### Dobles masculino
| Tenista                        | Ranking | Preclasificados |
| Philipp Oswald Filip Polášek   | 102     | 1               |
| Denys Molchanov Igor Zelenay   | 132     | 2               |
| Guillermo Durán Andrés Molteni | 132     | 3               |
| Sander Gillé Joran Vliegen     | 134     | 4               |

## Campeones

### Individual masculino
Albert Ramos venció a  Cedrik-Marcel Stebe por 6-3, 6-2

### Dobles masculino
Sander Gillé /  Joran Vliegen vencieron a  Philipp Oswald /  Filip Polášek por 6-4, 6-3